# حبش (زنجان)
حبش یکی از روستاهای استان زنجان است که در دهستان غنی‌بیگلو بخش زنجانرود شهرستان زنجان واقع شده‌است.
جمعیت آن بالغ بر 400 نفر است.